# NGC 1372
NGC 1372 (również PGC 13346) – galaktyka eliptyczna (E), znajdująca się w gwiazdozbiorze Erydanu. Odkrył ją Francis Leavenworth 12 listopada 1885 roku.